# ジクト
株式会社ジクト（英文表記:Zict Inc.）はかつて栃木県に存在した外食産業。旧社名は株式会社宮。2006年に居酒屋チェーンなどを展開するコロワイドの傘下に入った後、2009年3月26日付けで同じコロワイドグループのアトムと合併、アトムの一部門のジクトカンパニー（2011年3月31日廃止）となった。本項では合併後のジクトカンパニーについても述べる。

## 概要
ステーキレストラン「ステーキ宮」をはじめとして、焼肉・とんかつなど肉料理を中心とした飲食店を手がけ、主に東日本から近畿地方にかけてにチェーン店を持つ。1980年代から1990年代にかけて急成長を遂げ、元気寿司やコジマと並んで栃木県に本社を置く企業ではメジャーな部類に入っていた。
旧社名の「宮」は、本社所在地であった宇都宮市の「宮」に由来する。
メインバンクである足利銀行の経営破綻やBSE問題などで赤字経営が続き、2005年には粉飾決算が発覚、創業者一族は経営から退いた。また指定管理者として選定されていたろまんちっく村の運営も辞退することとなった。2006年7月にコロワイドの傘下に入り、2007年3月にはコロワイドの完全子会社で東北地方を地盤とするアムゼを吸収合併（株式の合併比率上は逆さ合併）し、株式会社ジクトに社名変更。介護部門から撤退し、本業回帰で経営の建て直しを図る最中、2009年3月にアトムに吸収され法人としては解散。最後の社長となった小澤俊治は、新たにアトムの代表権のある副社長を兼任する形で、同社ジクトカンパニー社長に就任した。後に社内カンパニー制は廃止されたが、ジクトがコロワイドの北関東地域の事業を担う一因にもなっている。
ステーキ宮系列で使われている「宮のたれ」（おろしタマネギ・ニンニク・酢・醤油を独自配合したオリジナルステーキソース）は、スーパーマーケットでも流通している（吸収合併後は「株式会社アトム ジクトカンパニー」名で発売元表示されていたが、現在は、カンパニー制廃止に伴い「株式会社アトム」となっている）。

## 沿革
- 1975年5月12日 - 有限会社宮として発足。
- 1978年12月1日 - 株式会社ステーキ宮に変更。
- 1991年9月5日 - 株式を店頭公開（現在のジャスダック）。
- 1997年6月2日 - 株式会社宮に社名変更。
- 2006年7月14日 - コロワイドの連結子会社になる。
- 2007年3月31日 - アムゼ株式会社（本社・仙台市青葉区）を吸収合併し、株式会社ジクトに変更。アムゼ本社は、東北支社となった。
- 2009年3月26日 - 同じくコロワイド傘下の株式会社アトムに吸収合併され、株式会社アトム ジクトカンパニーとなる。東北支社は、株式会社アトム ジクトカンパニー東北支社(カンパニー制廃止に伴い、現在は「株式会社アトム東北営業本部」となっている)となった。

## 店舗数
- 飲食店184店<FC4店舗含む>（2009年2月末日現在）

※首都圏は神奈川県を除く全都県に、東北は全県に、北信越は福井を除く全県に出店。

## 業態・ブランド

### ジクト時代の時点で展開中のもの
- 洋食
  - ステーキ宮（ステーキ）
  - バスク亭（ステーキ）
  - M's DINING（ステーキ）→アトム移行後にステーキ宮に再転換。
  - 和牛ステーキ桜[3]（ステーキ）
  - 洋食屋グリーンガーデン（イタリアン）
  - ダイスキッチン
  - パスタ・デ・ミーヤ（スパゲティ）
  - ファーストビュッフェ
- 和食
  - 炭火ダイニング暖
  - 和処ダイニング暖や
  - 居食ダイニング暖
  - 北海道楽／北海道楽 宴（居酒屋）
  - 食事酔房北海道（居酒屋）
  - いろはにほへと（居酒屋）→アムゼより継承したもの
  - にぎりの徳兵衛（回転寿司）
  - 美酒・創菜ダイニング寧々家
  - 魚活鮮と炙り焼き寧々家
- その他の飲食店
  - ら行 風神社中（ラーメン）
  - 焼肉宮（焼肉）
- その他
  - 時遊館（カラオケ）→アムゼより継承したもの
  - 創夢館（DVD・ビデオレンタル）→アムゼより継承したもの

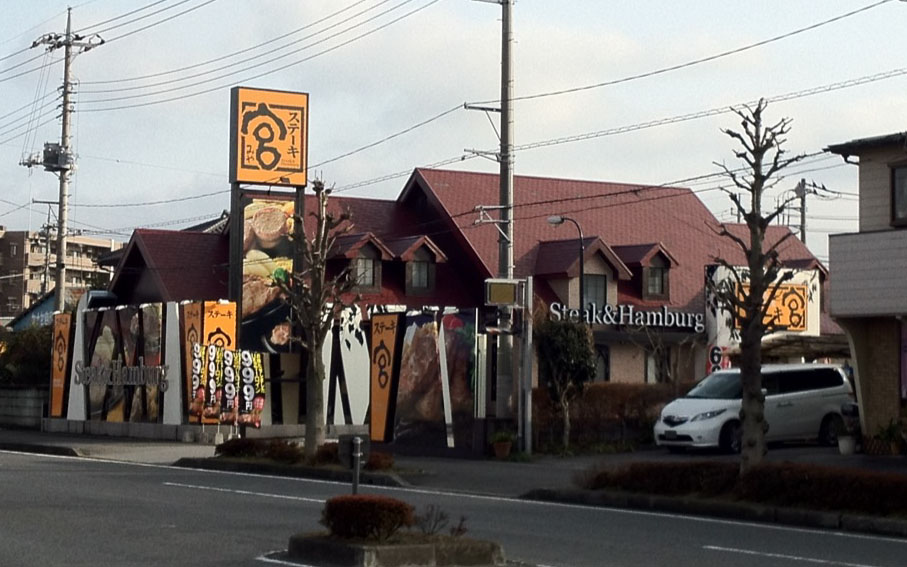
ステーキ宮 簗瀬店
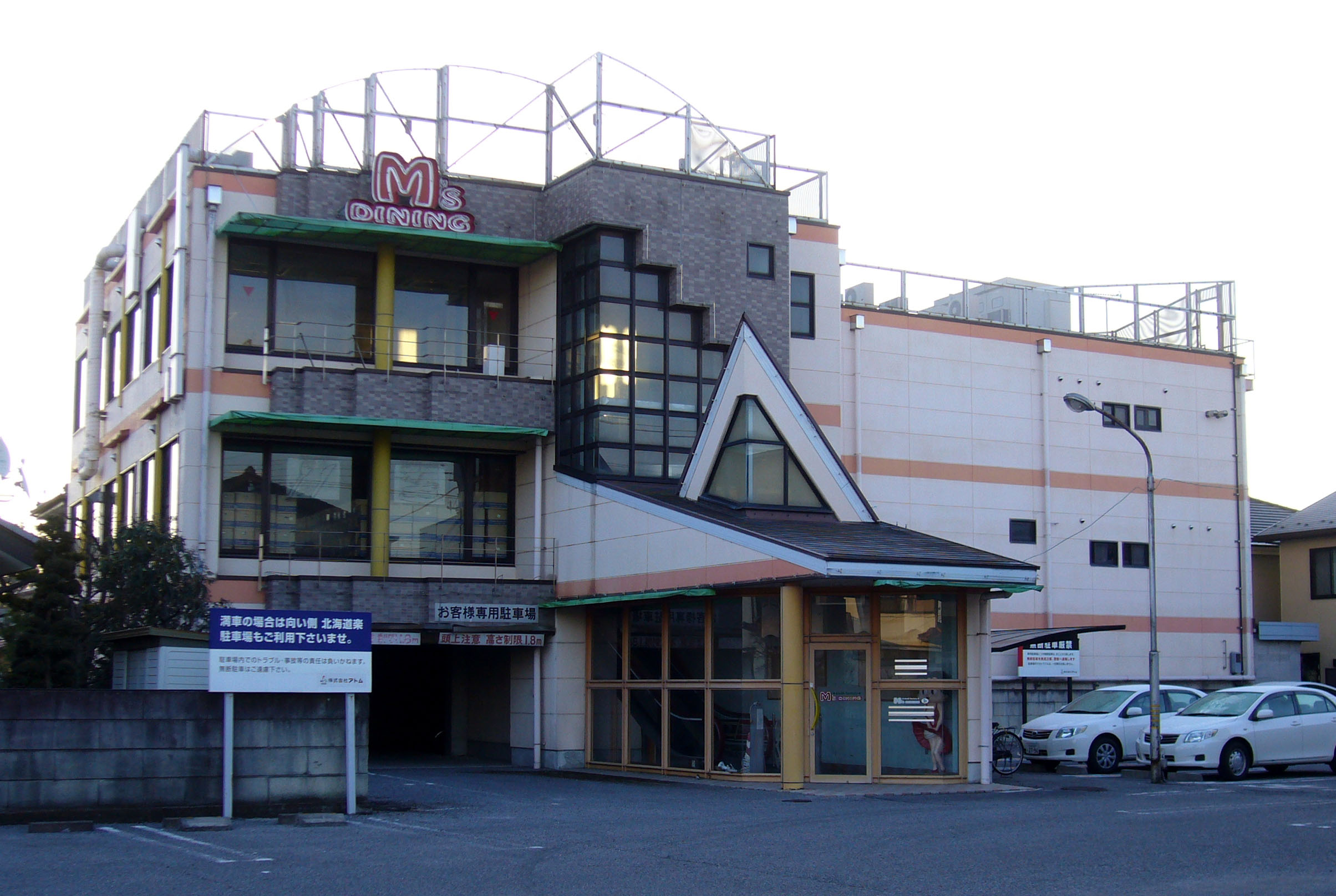
M's Dining（宇都宮市 不動前）
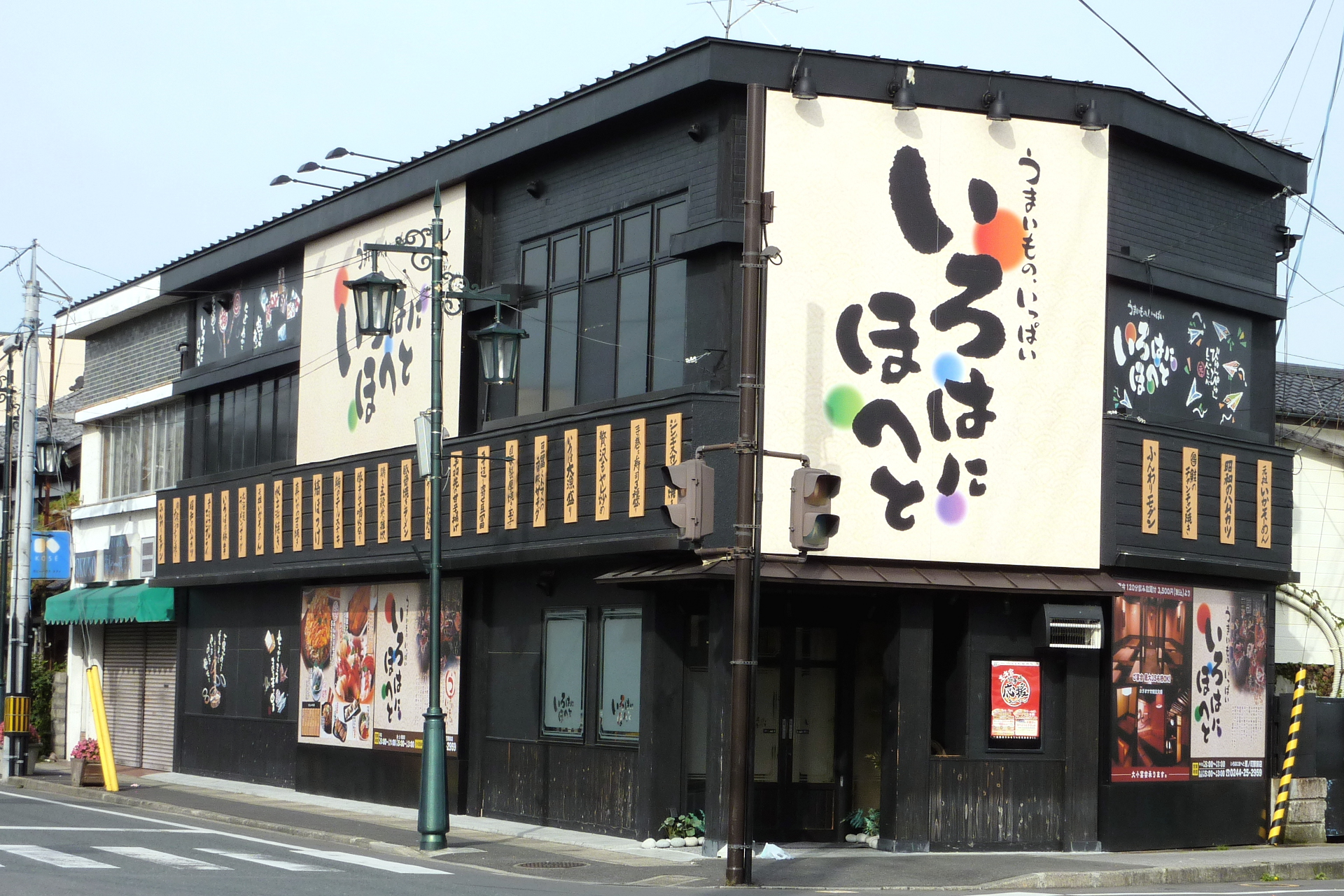
いろはにほへと原ノ町駅前店
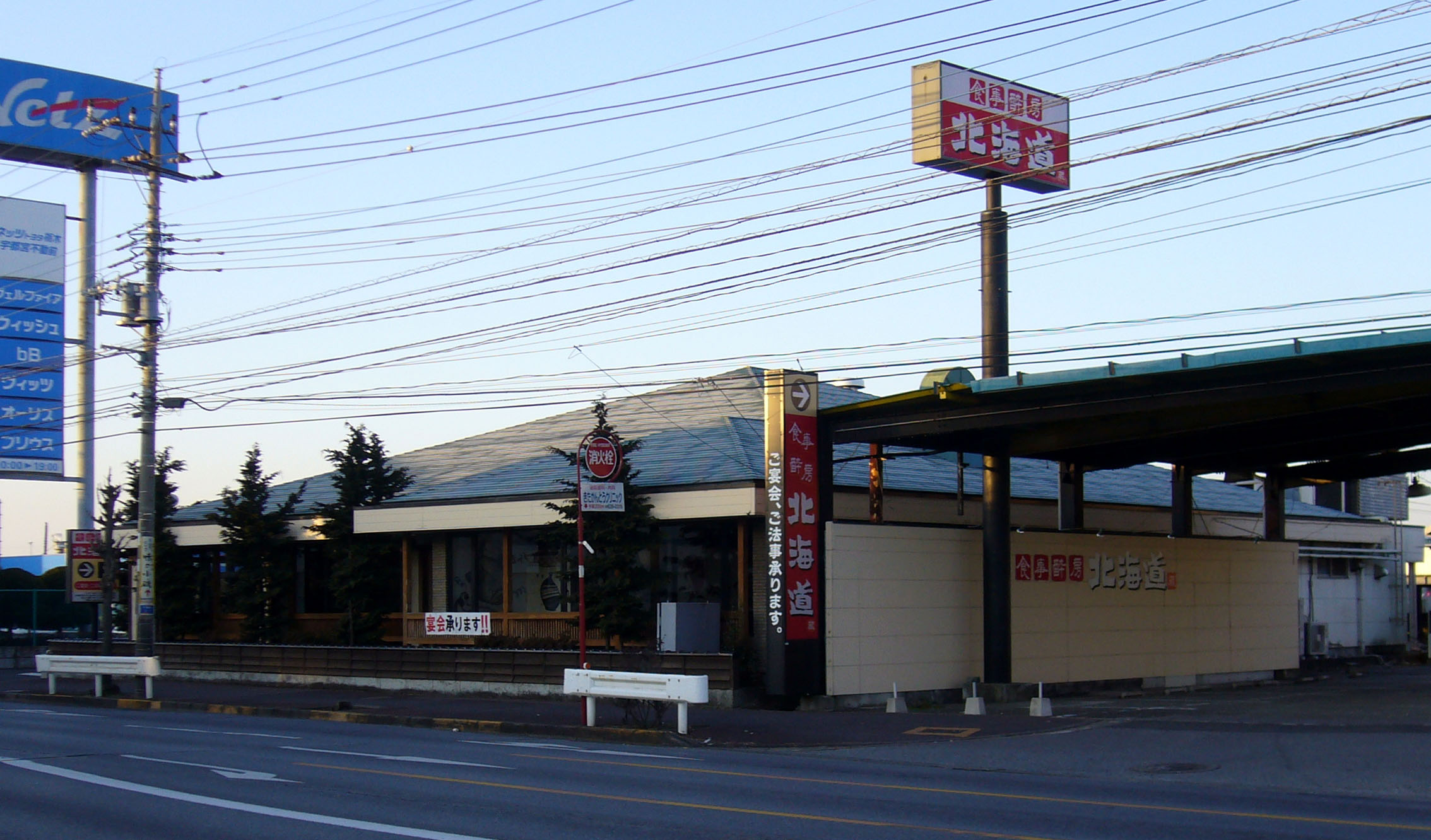
食事酔房 北海道 不動前店
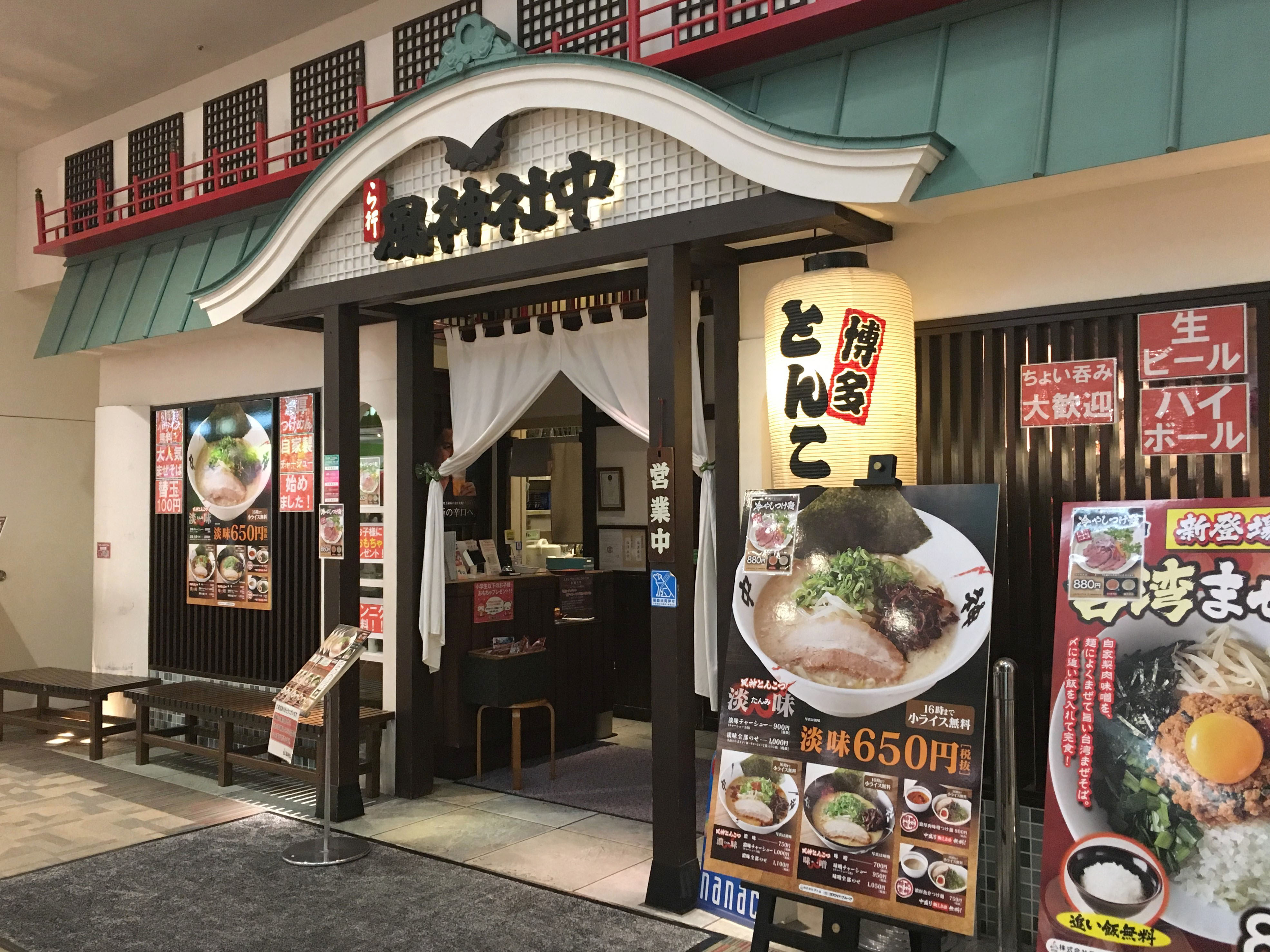
ら行 風神社中 宇都宮ベルモール店

### 過去に手がけていたもの
- 洋食
  - 鉄板焼ステーキコスモ（ステーキ宮の高級バージョン）
  - 宇都宮大学大学会館2階に「ステーキ宮　宇都宮大学店」を置いていた時期がある。

- その他飲食店
  - どんちゃん亭（しゃぶしゃぶ）
  - らーめん宮まつり
  - 宮ちゃん麺
  - 宮カルビ（焼肉）
  - こだわりとんかつみや（とんかつ）
  - 宇都宮雷都ビール（地ビールレストラン、宇都宮市農林公園「ろまんちっく村」内）

- 介護事業
  - みやスマイル（デイサービス）→高石コーポレーションに営業譲渡
- アミューズメント事業
  - パーラーマドンナ（パチンコ店）→ユースパレス[4]に営業譲渡
  - コスモA（ゲームセンター）
- カラオケ部門
  - カラオケオーディション